# 280毫米榴彈炮
280毫米榴彈炮（日語：二十八糎榴弾砲）是一款由克虜伯設計、日本大阪炮兵工廠生產的重型榴彈炮，炮身管長10倍徑（L/10）。該炮在日俄戰爭中的旅順圍攻戰，尤其是攻取203高地的戰鬥中發揮了重要作用，在第二次世界大戰期間亦曾由日軍使用。

## 設計
280毫米榴彈炮是由克虜伯設計，不過實際製造是由日本的大阪炮兵工廠完成。這種榴彈炮最初用於海岸守衛。發射的炮彈重217千克，最大射程約7.8公里:151。

## 戰史

### 日俄戰爭
日俄戰爭期間，乃木希典的第三軍久攻旅順要塞不下，傷亡慘重。在日本陸軍部的要求下，有坂成章將本來是岸防炮的280毫米榴彈炮進行了改造，並將之運到旅順前線。先後共計有18門280毫米榴彈炮運抵前線。在戰役的後半階段，尤其是攻取203高地的戰鬥中，280毫米榴彈炮發揮了重要作用。據統計，在整個旅順圍攻戰中，280毫米榴彈炮一共發射了16,949枚炮彈。旅順攻陷後，280毫米榴彈炮亦用於奉天会战等戰役中。

### 第二次世界大戰
抗日戰爭期間，日軍在進攻中國時使用了280毫米榴彈炮。1945年，日本曾計劃使用280毫米榴彈炮在本土決戰時進行海岸防衛。蘇聯出兵東北期間，280毫米榴彈炮也曾用於抵抗蘇聯進攻:11。

## 流行文化
日本特別歷史劇《坂上之雲》曾有280毫米榴彈炮登場。電影《二百三高地》中也有280毫米榴彈炮登場。

## 外部連結
- 那須戦争博物館 - 実物大複製品が展示されている
- Website about 28-cm-Howitzer（页面存档备份，存于）, English
- Website about 28-cm-Howitzer in World War II, Japanese